# Frances McDormand
Frances Louise McDormand (nacida Cynthia Ann Smith; Gibson City, Illinois, 23 de junio de 1957) es una actriz y productora estadounidense. Ha sido acreedora a los premios Óscar a la mejor actriz por Fargo (1996), Three Billboards Outside Ebbing, Missouri (2017) y Nomadland (2020); Tony a la mejor actriz principal en una obra de teatro por la producción original de Broadway, Good People (2011); y Primetime Emmy a la mejor actriz en una miniserie o telefilme por Olive Kitteridge (2014). Es la segunda actriz que más Óscar a la mejor actriz ha conseguido, sólo superada por Katharine Hepburn, que lo ha ganado en cuatro ocasiones.
Está casada con el director Joel Coen a quien conoció durante la filmación de su debut como actriz en el cine, Blood Simple (1984); desde entonces ha protagonizado varias películas de los hermanos Coen, incluyendo Fargo  (1996), The Man Who Wasn't There (2001) y Burn After Reading (2008). Su trabajo en los filmes Mississippi Burning (1988), Almost Famous (2000) y North Country (2005), le valieron nominaciones al Óscar como mejor actriz de reparto. Entre sus otras cintas están Short Cuts (1993), Primal Fear (1996), Wonder Boys (2000) y Something's Gotta Give (2003).
McDormand hizo su debut en Broadway en una nueva puesta en escena de Awake and Sing! en 1984 y recibió una nominación al Premio Tony por su papel de Stella Kowalski en la obra Un tranvía llamado Deseo de 1988. En 2008 volvió a Broadway por primera vez en veinte años para protagonizar The Country Girl, obra por la cual fue nominada al Premio Drama Desk.

## Primeros años
McDormand nació como Cynthia Ann Smith en Gibson City (Illinois) hija de una madre soltera que la dio en adopción a los dieciocho meses de nacida. Fue adoptada y nombrada Frances por un matrimonio originario de Canadá: Noreen E. (Nickleson), una enfermera y recepcionista, y Vernon W. McDormand, un pastor de los Discípulos de Cristo. Se crio junto a un hermano mayor y una hermana, Dorothy A. McDormand, quien forma parte de los Discípulos de Cristo, ambos también adoptados por los McDormand, quienes no tuvieron hijos biológicos. Debido a que su padre se especializaba en restaurar congregaciones, la familia se mudaba frecuentemente, viviendo en varios pueblos de Illinois, Georgia, Kentucky y Tennessee. Sin embargo, McDormand afirmó que el ambiente en el cual creció no era estricto religiosamente. Con ocho años de edad se estableció junto a su familia en Monessen (Pennsylvania), donde se graduó en la Monessen High School en 1975. Comenzó a interesarse por la actuación después de interpretar a Lady Macbeth en una obra de la secundaria. «Se volvió cada vez más claro que actuar era la única cosa que sabía hacer», recordó McDormand años más tarde. A los diecisiete años de edad abandonó la casa de sus padres para asistir al Bethany College en Virginia Occidental, obteniendo un Bachelor of Arts en teatro en 1979. En 1982, obtuvo un Máster en Bellas Artes en la Escuela Dramática de la Universidad Yale, donde coincidió con Holly Hunter. Posteriormente se trasladó junto a Hunter a la ciudad de Nueva York, donde compartían un apartamento.

## Carrera
Su primer trabajo profesional fue en 1982 en Trinidad y Tobago en una obra escrita por Derek Walcott. En 1984 debutó como actriz en Broadway con una nueva puesta en escena de Awake and Sing! Su debut en el cine fue en Blood Simple (1984), la primera película dirigida por los hermanos Coen, donde interpretó a la protagonista. Asistió al casting gracias a Holly Hunter, que había recibido la llamada de los directores pero se encontraba ocupada trabajando en el teatro. Después de ser seleccionada para el rol, McDormand describió su estado como de total «shock cultural y profesional» y recordó que durante el rodaje le dijo a Joel Coen: «No trates de expresar intelectualmente sobre que es la escena. Solo dime si debo respirar más fuerte, más suave, hablar más alto o más bajo». En la siguiente producción de los Coen, Raising Arizona (1987), interpretó un papel secundario como la alocada Dot, junto a Holly Hunter y Nicolas Cage. Durante esa época, McDormand interpretó un breve rol como Connie Chapman en la quinta temporada de la serie dramática policial Hill Street Blues. En 1988 interpretó a Stella Kowalski en una producción teatral de Un tranvía llamado Deseo de Tennessee Williams, valiéndole una candidatura a los Premios Tony. McDormand es miembro asociado de la compañía de teatro experimental The Wooster Group.
Durante los siguientes años recibió múltiples premios por su trabajo en el cine, entre los que se incluyen cuatro candidaturas a los Premios Óscar. En 1988, fue nominada como mejor actriz de reparto por Mississippi Burning. En 1996, se llevó el Óscar a la mejor actriz por su interpretación de la jefa de policía Marge Gunderson en Fargo. En 2000, fue nominada al Óscar y al Globo de Oro como mejor actriz de reparto por su actuación en Almost Famous, interpretando a la dominante madre del protagonista. Por su trabajo en Wonder Boys (2000) recibió algunos reconocimientos a la mejor actriz de reparto por parte asociaciones de críticos estadounidenses como Boston Society of Film Critics, Broadcast Film Critics Association y Asociación de Críticos de Cine de Los Ángeles, entre otras. En 2006 recibió su cuarta nominación al Óscar como mejor actriz de reparto por North Country (2005), aunque Rachel Weisz se quedó con el premio. Tuvo un papel en la cinta Amigos con dinero, una comedia por la cual recibió un Premio Independent Spirit. Además prestó su voz a la directora Melanie Upfoot en el episodio de Los Simpson «Las chicas sólo quieren sumar», emitido en abril de 2006.
Posteriormente, McDormand protagonizó los filmes Burn After Reading y Miss Pettigrew Lives for a Day, ambos estrenados en 2008. Ese mismo año volvió a Broadway para protagonizar The Country Girl, obra por la cual fue nominada al Premio Drama Desk. Más tarde, nuevamente en Broadway, protagonizó Good People de David Lindsay-Abaire, con la que se presentó entre febrero y mayo de 2011. Por su actuación en Good People se llevó el Premio Tony a la mejor actriz principal en una obra de teatro. En la película animada Madagascar 3: Europe's Most Wanted, le prestó la voz a Capitain Chantel Dubois y también cantó una versión de la canción francesa «Non, je ne regrette rien». En 2012 coprotagonizó Tierra prometida, un drama dirigido por Gus Van Sant, junto a Matt Damon. En 2014 HBO transmitió la miniserie de cuatro partes Olive Kitteridge, basada en la novela homónima de Elizabeth Strout; McDormand protagonizó y coprodujo la serie. Este papel le valió un Premio Emmy y un Premio SAG, y de esta forma se transformó en la vigesimoprimera actriz en la historia en conseguir la Triple Corona de la Actuación, ganando los premios Óscar, Emmy y Tony en las categorías de actuación.
Después de unos años de retiro, Martin McDonagh le ofreció un personaje escrito especialmente para ella: el de Mildred Hayes en Tres anuncios en las afueras, una madre que se enfrenta a la policía por no hacer nada para resolver el crimen de su hija. Por dicha actuación, ganó todos los premios posibles, entre ellos su tercer SAG, sus primeros BAFTA y Globos de Oro y su segundo Oscar a la mejor actriz protagonista. La película, por su parte, también obtuvo una gran acogida de crítica y público. Tras otro parón voluntario, regresó tres años después con Nomadland, una película producida y protagonizada por ella misma, en la que interpretaba a una mujer que lo había perdido todo por la crisis económica y emprendía un viaje hacia el Oeste en caravana. Fue una de las pocas producciones que obtuvieron éxito en las salas de cine en mitad de la pandemia y la auténtica protagonista de la gala de los Oscar, en la que ganó en las categorías de mejor película, dirección y actriz protagonista. De este modo, McDormand se convirtió en la segunda actriz más premiada en su historia, sólo superada por Katharine Hepburn. En 2021, formó parte del estelar reparto de The French Dispatch, la nueva película de Wes Anderson, y coprotagonizó una nueva versión de La tragedia de Macbeth a las órdenes de su marido, Joel Coen, y junto a Denzel Washington. Tanto su Lady Macbeth como la película, en su conjunto, lograron alabanzas unánimes.[cita requerida]

## Vida privada
McDormand conoció al director Joel Coen durante el rodaje de Blood Simple (1984) con quien inició poco después una larga relación, conviviendo hasta que se casaron en 1993. En 1995 adoptaron un niño de Paraguay llamado Pedro. Viven en la ciudad de Nueva York.

## Filmografía

### Cine
| Año  | Película                                | Papel               | Director                 |
| ---- | --------------------------------------- | ------------------- | ------------------------ |
| 1984 | Blood Simple                            | Abby                | Hermanos Coen            |
| 1985 | Crimewave                               | Nun                 | Sam Raimi                |
| 1987 | Raising Arizona                         | Dot                 | Hermanos Coen            |
| 1988 | Mississippi Burning                     | Mrs. Pell           | Alan Parker              |
| 1989 | Chattahoochee                           | Mae Foley           | Mick Jackson             |
| 1990 | Miller's Crossing                       | Secretaria          | Hermanos Coen            |
| 1990 | Agenda oculta                           | Ingrid Jessner      | Ken Loach                |
| 1990 | Darkman                                 | Julie Hastings      | Sam Raimi                |
| 1991 | Barton Fink                             | Actriz de teatro    | Hermanos Coen            |
| 1991 | The Butcher's Wife                      | Grace               | Terry Hughes             |
| 1992 | Passed Away                             | Nora Scanlan        | Charlie Peters           |
| 1993 | Short Cuts                              | Betty Weathers      | Robert Altman            |
| 1994 | Bleeding Hearts                         | Mujer en la TV      | Ian Rankin               |
| 1994 | The Hudsucker Proxy                     | Secretaria          | Hermanos Coen            |
| 1995 | Más allá de Rangún                      | Andy Bowma          | John Boorman             |
| 1995 | Palookaville                            | June                | Alan Taylor              |
| 1996 | Lone Star                               | Bunny               | John Sayles              |
| 1996 | Primal Fear                             | Dr. Molly Arrington | Gregory Hoblit           |
| 1996 | Fargo                                   | Marge Gunderson     | Hermanos Coen            |
| 1997 | Paradise Road                           | Dr. Verstak         | Bruce Beresford          |
| 1998 | Madelaine                               | Miss Clavel         | Daisy von Scherler Mayer |
| 1998 | Johnny Skidmarks                        | Alice               | John Raffo               |
| 1998 | Talk of Angels                          | Conlon              | Nick Hamm                |
| 2000 | Wonder Boys                             | Dean Sara Gaskell   | Curtis Hanson            |
| 2000 | Casi famosos                            | Elaine Miller       | Cameron Crowe            |
| 2001 | The Man Who Wasn't There                | Doris Crane         | Hermanos Coen            |
| 2002 | Laurel Canyon                           | Jane                | Lisa Cholodenko          |
| 2002 | City by the Sea                         | Michelle            | Michael Caton-Jones      |
| 2003 | Something's Gotta Give                  | Zoe Barry           | Nancy Meyers             |
| 2005 | North Country                           | Glory Dodge         | Niki Caro                |
| 2005 | Æon Flux                                | The Handler         | Karyn Kusama             |
| 2006 | Amigos con dinero                       | Jane                | Nicole Holofcener        |
| 2008 | Burn After Reading                      | Linda Litzke        | Hermanos Coen            |
| 2008 | Miss Pettigrew Lives for a Day          | Guinevere Pettigrew | Bharat Nalluri           |
| 2011 | Transformers: el lado oscuro de la luna | Charlotte Mearing   | Michael Bay              |
| 2011 | This Must Be the Place                  | Jane                | Paolo Sorrentino         |
| 2012 | Moonrise Kingdom                        | Mrs. Bishop         | Wes Anderson             |
| 2012 | Tierra prometida                        | Sue Thomason        | Gus Van Sant             |
| 2016 | Hail, Caesar!                           | C.C. Calhoun        | Hermanos Coen            |
| 2017 | Tres anuncios en las afueras            | Mildred Hayes       | Martin McDonagh          |
| 2020 | Nomadland                               | Fern                | Chloé Zhao               |
| 2021 | The French Dispatch                     | Lucinda Krementz    | Wes Anderson             |
| 2021 | La tragedia de Macbeth                  | Lady Macbeth        | Joel Coen                |
| 2022 | Women Talking                           | Scarface Janz       | Sarah Polley             |

### Cine de voz
| Año  | Película                           | Papel                  | Director                                  |
| ---- | ---------------------------------- | ---------------------- | ----------------------------------------- |
| 2012 | Madagascar 3: Europe's Most Wanted | Captain Chantal Dubois | Eric Darnell, Conrad Vernon y Tom McGrath |
| 2015 | The Good Dinosaur                  | Momma                  | Bob Peterson y Peter Sohn                 |
| 2018 | Isla de perros                     | Interpreter Nelson     | Wes Anderson                              |
| 2024 | Wolfs                              | Pam Dowd-Henry         | Jon Watts                                 |

### Televisión
| Año  | Título                     | Papel             | Notas                              |
| ---- | -------------------------- | ----------------- | ---------------------------------- |
| 1985 | Hunter                     | Nina Sloan        | Episodio: «The Garbage Man»        |
| 1985 | Hill Street Blues          | Connie Chapman    | 6 episodios                        |
| 1986 | Spenser, detective privado | Mary              | Episodio: «A Day's Wages»          |
| 1986 | The Twilight Zone          | Amanda Strickland | Segmento: «Need to Know»           |
| 1987 | Leg Work                   | Willie Pipal      | 7 episodios                        |
| 1995 | The Good Old Boys          | Eve Calloway      | Telefilme                          |
| 1996 | Hidden in America          | Gus               | Telefilme                          |
| 2014 | Olive Kitteridge           | Olive Kitteridge  | Productora Miniserie (4 episodios) |

### Televisión de voz
| Año       | Serie          | Papel                 | Notas                                     |
| --------- | -------------- | --------------------- | ----------------------------------------- |
| 2001-2002 | State of Grace | Hannah Rayburn adulta | Narradora                                 |
| 2006      | Los Simpson    | Melanie Upfoot        | Episodio: «Las chicas sólo quieren sumar» |
| 2019      | Good Omens     | Dios                  | 6 episodios                               |

## Premios y distinciones
Premios Óscar
| Año  | Categoría               | Película                                  | Resultado |
| ---- | ----------------------- | ----------------------------------------- | --------- |
| 1989 | Mejor actriz de reparto | Arde Mississippi                          | Nominada  |
| 1997 | Mejor actriz            | Fargo                                     | Ganadora  |
| 2001 | Mejor actriz de reparto | Almost Famous                             | Nominada  |
| 2006 | Mejor actriz de reparto | North Country                             | Nominada  |
| 2018 | Mejor actriz            | Three Billboards Outside Ebbing, Missouri | Ganadora  |
| 2020 | Mejor actriz            | Nomadland                                 | Ganadora  |
| 2020 | Mejor película          | Nomadland                                 | Ganadora  |
| 2022 | Mejor película          | Ellas hablan                              | Nominada  |

Premios Globos de Oro
| Año  | Categoría                            | Película                                  | Resultado |
| ---- | ------------------------------------ | ----------------------------------------- | --------- |
| 1996 | Mejor actriz - Comedia o musical     | Fargo                                     | Nominada  |
| 2000 | Mejor actriz de reparto              | Almost Famous                             | Nominada  |
| 2005 | Mejor actriz de reparto              | North Country                             | Nominada  |
| 2008 | Mejor actriz - Comedia o musical     | Burn After Reading                        | Nominada  |
| 2014 | Mejor actriz - Miniserie o telefilme | Olive Kitteridge                          | Nominada  |
| 2017 | Mejor actriz - Drama                 | Three Billboards Outside Ebbing, Missouri | Ganadora  |
| 2020 | Mejor actriz - Drama                 | Nomadland                                 | Nominada  |

Premios Emmy
| Año  | Categoría                | Serie            | Resultado |
| ---- | ------------------------ | ---------------- | --------- |
| 2015 | Mejor actriz - Miniserie | Olive Kitteridge | Ganadora  |

Premios BAFTA
| Año  | Categoría               | Película                                  | Resultado |
| ---- | ----------------------- | ----------------------------------------- | --------- |
| 1996 | Mejor actriz            | Fargo                                     | Nominada  |
| 2000 | Mejor actriz de reparto | Almost Famous                             | Nominada  |
| 2005 | Mejor actriz de reparto | North Country                             | Nominada  |
| 2017 | Mejor actriz            | Three Billboards Outside Ebbing, Missouri | Ganadora  |
| 2020 | Mejor actriz            | Nomadland                                 | Ganadora  |

Premios SAG
| Año  | Categoría                            | Película                                  | Resultado |
| ---- | ------------------------------------ | ----------------------------------------- | --------- |
| 1996 | Mejor actriz                         | Fargo                                     | Ganadora  |
| 2000 | Mejor reparto                        | Almost Famous                             | Nominada  |
| 2000 | Mejor actriz de reparto              | Almost Famous                             | Nominada  |
| 2005 | Mejor actriz de reparto              | North Country                             | Nominada  |
| 2014 | Mejor actriz - miniserie o telefilme | Olive Kitteridge                          | Ganadora  |
| 2017 | Mejor reparto                        | Three Billboards Outside Ebbing, Missouri | Ganadora  |
| 2017 | Mejor actriz                         | Three Billboards Outside Ebbing, Missouri | Ganadora  |
| 2020 | Mejor actriz                         | Nomadland                                 | Nominada  |

Premios de la Crítica Cinematográfica
| Año  | Categoría               | Película                                  | Resultado |
| ---- | ----------------------- | ----------------------------------------- | --------- |
| 1996 | Mejor actriz            | Fargo                                     | Ganadora  |
| 2000 | Mejor actriz de reparto | Casi famosos                              | Ganadora  |
| 2005 | Mejor actriz de reparto | North Country                             | Nominada  |
| 2017 | Mejor reparto           | Three Billboards Outside Ebbing, Missouri | Ganadora  |
| 2017 | Mejor actriz            | Three Billboards Outside Ebbing, Missouri | Ganadora  |
| 2020 | Mejor actriz            | Nomadland                                 | Nominada  |
| 2022 | Mejor reparto           | Women Talking                             | Pendiente |

Premios Independent Spirit
| Año  | Categoría                        | Película                                  | Resultado |
| ---- | -------------------------------- | ----------------------------------------- | --------- |
| 1996 | Mejor actriz                     | Fargo                                     | Ganadora  |
| 2006 | Mejor actriz de reparto          | Amigos con dinero                         | Ganadora  |
| 2017 | Mejor actriz                     | Three Billboards Outside Ebbing, Missouri | Ganadora  |
| 2020 | Mejor actriz                     | Nomadland                                 | Nominada  |
| 2022 | Mejor película (como productora) | Women Talking                             | Pendiente |

Premios Satellite
| Año  | Categoría                            | Película                                  | Resultado |
| ---- | ------------------------------------ | ----------------------------------------- | --------- |
| 2014 | Mejor actriz - Miniserie o telefilme | Olive Kitteridge                          | Ganadora  |
| 2017 | Mejor actriz                         | Three Billboards Outside Ebbing, Missouri | Nominada  |
| 2020 | Mejor actriz                         | Nomadland                                 | Ganadora  |